# Castelul Veres din Pruniș, Cluj
Castelul Veres din satul Pruniș, comuna Ciurila, județul Cluj, construit în secolele XVIII-XIX, este înscris pe lista monumentelor istorice din județul Cluj elaborată de Ministerul Culturii și Patrimoniului Național din România în anul 2010 (cod LMI CJ-II-m-A-07690).